# Zaleśna (Polska)
Zaleśna – wieś w Polsce, w województwie wielkopolskim, w powiecie kaliskim, w gminie Brzeziny.
Do 31 grudnia 2024 miejscowość była częścią wsi Czempisz.